# Bellnhausen
Bellnhausen is een plaats in de Duitse gemeente Fronhausen, deelstaat Hessen, en telt 459 inwoners.